# Mittenothamnium mucidum
Mittenothamnium mucidum är en bladmossart som beskrevs av Cardot in Grandidier 1915. Mittenothamnium mucidum ingår i släktet Mittenothamnium och familjen Hypnaceae. Inga underarter finns listade i Catalogue of Life.